# 유타 (가수)
유타(본명: 나카모토 유타, 일본어: 中本 悠太 なかもと ゆうた[*], 1995년 10월 26일 ~ )는 대한민국에서 활동하는 일본 오사카부 가도마시 출신의 가수이자, NCT의 멤버이다. NCT가 소속된 SM 엔터테인먼트의 보이그룹 최초의 일본인 아티스트이다.

## 학력
- 일본 야시마 학원 대학 국제 고등학교

## 음반 외 활동

### 텔레비전 프로그램
| 연도        | 방송사 | 제목                     | 기간                 | 역할             | 참고 |
| ----------- | ------ | ------------------------ | -------------------- | ---------------- | ---- |
| 2015        | JTBC   | 《비정상회담》           | 7월 6일 ~ 12월 28일  | 고정 패널        |      |
| 2016 ~ 2017 | TV조선 | 《아이돌잔치》           | 11월 21일 ~ 1월 16일 | 고정 패널        |      |
| 2025        | avex   | drama,「クールドジ男子」 | 3月15日-4月14日      | 大学生の一倉颯役 |      |

## 토크 콘서트

### YUTA TALK SHOW 2025
| 개최일                    | 도시     | 국가 | 개최지                            |
| ------------------------- | -------- | ---- | --------------------------------- |
| 2025년 5월 17일 (1일 2회) | 아이치   | 일본 | 일본특수도업 시민회관 포레스트 홀 |
| 2025년 5월 18일 (1일 2회) | 아이치   | 일본 | 일본특수도업 시민회관 포레스트 홀 |
| 2025년 5월 24일 (1일 2회) | 오사카   | 일본 | 카도마 시민문화회관 루미에르 홀   |
| 2025년 5월 25일 (1일 2회) | 오사카   | 일본 | 카도마 시민문화회관 루미에르 홀   |
| 2025년 6월 8일 (1일 2회)  | 미야기   | 일본 | 센다이 GIGS                       |
| 2025년 6월 15일 (1일 2회) | 삿포로   | 일본 | 삿포로 플라자 홀                  |
| 2025년 6월 21일 (1일 2회) | 히로시마 | 일본 | JMS 어스텔 플라자 중 홀           |
| 2025년 6월 22일 (1일 2회) | 후쿠오카 | 일본 | 어크로스 후쿠오카 이벤트 홀       |
| 2025년 7월 6일 (1일 2회)  | 도쿄     | 일본 | 라인 큐브 시부아                  |

## 쇼케이스

### YUTA Solo Debut Showcase Tour ~HOPE~
| 개최일           | 도시     | 국가 | 개최지                            |
| ---------------- | -------- | ---- | --------------------------------- |
| 2024년 10월 5일  | 후쿠오카 | 일본 | 기타큐슈 솔레이유 홀              |
| 2024년 10월 6일  | 후쿠오카 | 일본 | 기타큐슈 솔레이유 홀              |
| 2024년 10월 9일  | 효고     | 일본 | 고베 국제회관 국제 홀             |
| 2024년 10월 10일 | 효고     | 일본 | 고베 국제회관 국제 홀             |
| 2024년 10월 13일 | 아이치   | 일본 | 일본특수도업 시민회관 포레스트 홀 |
| 2024년 10월 17일 | 도쿄     | 일본 | 도쿄 돔 시티 홀                   |
| 2024년 10월 18일 | 도쿄     | 일본 | 도쿄 돔 시티 홀                   |
| 2024년 10월 26일 | 오사카   | 일본 | 카도마 시민문화회관 루미에르 홀   |
| 2024년 10월 27일 | 오사카   | 일본 | 카도마 시민문화회관 루미에르 홀   |